# 동명생활경영고등학교
동명생활경영고등학교(東明生活經營高等學校)는 대한민국 서울특별시 은평구 대조동에 위치한 사립 고등학교이다.

## 학교 연혁
- 1921년 6월 3일 : 현 서대문구 천연동에 향상여자기예학교 개교
- 1936년 3월 7일 : 향상여자실업학교로 명칭 변경
- 1945년 11월 26일 : 재단법인 동명학원 설립
- 1946년 9월 20일 : 6년제 동명여자중학교 출범
- 1950년 3월 16일 : 이운정 선생 교장 취임
- 1951년 4월 20일 : 부산 영도에 피난학교 개설
- 1951년 8월 31일 : 신제 중학교 개편 인가
- 1953년 10월 1일 : 피난학교 폐교 후 천연동 본교로 복귀
- 1954년 1월 5일 : 동명 여자고등학교 설립 인가
- 1959년 1월 17일 : 중,고등학교 학칙 변경 인가
- 1969년 3월 1일 : 중,고 분리하고 고등학교 이운정, 중학교 이규승 교장 취임
- 1979년 1월 11일 : 학칙 변경 인가 (각 학년 주간 12학급, 야간 8학급, 총 60학급 증설 인가)
- 1981년 8월 27일 : 고등학교 1,909.42m2 강당 준공
- 1981년 12월 24일 : 2부 고등학교 24학급 상업학교로 개편 인가
- 1993년 3월 1일 : 2부 고등학교 신입생 대조동 교사에서 주간 수업
- 1998년 3월 1일 : 동명여자고등학교 상과를 동명여자정보산업고등학교로 개편
- 2008년 9월 1일 : 특성화학과 운영교 선정
- 2009년 7월 : 신관(정직관) 증축 완공
- 2013년 7월 : 교육청지정 산업분야별 특성화고 지정(아동산업마케팅과 3학급, 영유아보육과 2학급)
- 2018년 6월 4일 : 새솔관 증축 완공
- 2019년 2월 15일 : 제96회 졸업식 겸 성년례
- 2019년 3월 1일 : 박지연 교장 취임
- 2020년 3월 1일 : 동명생활경영고등학교로 교명 변경

## 설치 학과
- 카페디저트과
- 영유아보육과
- 뷰티아트과

## 참고 자료
- 동명생활경영고등학교 - 한국교육학술정보원 학교알리미